# 미나토촌 (후쿠시마현)
미나토촌(湊村)은 후쿠시마현 기타아이즈군에 일찍이 존재했던 촌이며, 현재의 아이즈와카마쓰시의 일부이다.

## 역사
- 1875년 8월 12일 - 주변의 촌들이 합병해, 히라가타촌으로 변경되었다.
- 1889년 4월 1일 - 정촌제가 시행되어 5촌이 합병해 미나토촌이 성립하였다.
- 1955년 1월 1일 - 당시의 와카마쓰시에 편입되어, 폐지되었다.

## 현재
현재 아이즈와카마쓰시 동부에 해당하며, 농촌 취락 외에도 논, 산림 등이 펼쳐져 있고, 이나와시로 호수에 접해 있다. 국도 294호, 후쿠시마현도 374호 히가시야마 온천선, 후쿠시마현도 376호 고난미나토선이 경유하고 있다. 현립 고등학교의 보통과학구는 인접한 고리야마시 고난초(郡山市湖南町)에 위치한 후쿠시마현립 고난고등학교로의 진학 편의를 위해 아이즈와카마쓰시 내에서 유일하게 현립 중학교 구역과 아이즈 학구의 공통학구로 되어있다.

## 참고문헌
- 『会津若松史』「第7巻 大正・昭和の会津」1967年、会津若松市
- 『会津若松史』「第12巻 史料便覧編」1967年、会津若松市